# Interpretazione della meccanica quantistica
L'interpretazione della meccanica quantistica è il tentativo di definire un quadro coerente delle informazioni che la meccanica quantistica fornisce sugli elementi di realtà del mondo fisico elementare.
Infatti, nonostante la teoria sia stata estensivamente verificata sperimentalmente, alcuni suoi aspetti lasciano spazio a diverse  interpretazioni che si differenziano per il significato della funzione d'onda (significato ontico o epistemico e completezza) e per alcuni aspetti riguardanti il determinismo, il realismo, la violazione della località, l'esistenza della funzione d'onda universale, il collasso della funzione d'onda, il ruolo dell'osservatore.
L'argomento è di interesse soprattutto per i filosofi della fisica, ma anche per i fondamenti della disciplina, poiché sulle nuove frontiere della fisica si gioca anche il concetto stesso di ontologia, che si va sempre più configurando come un'ontologia fisica. Molti sono infatti oggi i fisici che fanno filosofia e i filosofi che si occupano di fisica, alimentando un dibattito vivissimo per le questioni onto-fisiche.

## Aspetti generali

### Contesto storico
La definizione operativa dei concetti tecnici utilizzati dai ricercatori nella fisica quantistica, come le funzioni d'onda e la meccanica matriciale, è progredita attraverso stadi intermedi. Ad esempio, Erwin Schrödinger immaginò inizialmente che la funzione d'onda associata all'elettrone descrivesse la densità di carica di un oggetto "spalmato" su un ipotetico volume infinito di spazio. Max Born la interpretò invece come la distribuzione di probabilità della posizione dell'elettrone nello spazio. Si tratta di due differenti interpretazioni della funzione d'onda: nella prima è una grandezza fisica "materiale", nell'altra, che alla fine ha prevalso, è una densità di probabilità.
Albert Einstein fu poco propenso ad accettare alcune delle implicazioni della teoria, come la sua indeterminazione e non località. Le problematiche sollevate da Einstein assieme a Boris Podolsky e Nathan Rosen, in quello che è passato alla storia come paradosso EPR, aprirono un dibattito articolato sulle conseguenze e le interpretazioni della teoria che si protrasse per anni anche dopo la morte di Einstein. Uno dei contributi successivi a tale problematica fu nel 1964 il teorema di Bell.
La maggior parte dei fisici ritiene che la meccanica quantistica richieda un'interpretazione che sia strumentalista, tendendo a ignorare le questioni non strumentali, come ad esempio le problematiche ontologiche, ritenendole irrilevanti. Questo concetto è spesso espresso con la frase di David Mermin «zitto e calcola», in genere (forse erroneamente) attribuita direttamente a Richard Feynman.

### Ostacoli all'interpretazione diretta
Le difficoltà di interpretazione riflettono una serie di punti riguardo alla descrizione tradizionale della meccanica quantistica, tra cui:
1. la natura matematica astratta della descrizione della meccanica quantistica;
2. l'esistenza di ciò che sembrano essere processi non deterministici e irreversibili che sembrano in contrasto con la natura lineare e reversibile dell'equazione fondamentale della meccanica quantistica;
3. il fenomeno dell'entanglement quantistico e, in particolare, le correlazioni tra eventi remoti che non sono previste nella teoria classica;
4. la complementarità delle possibili descrizioni della realtà.

In primo luogo, la struttura matematica della meccanica quantistica è basata su matematica piuttosto astratta, come spazi di Hilbert e operatori su di essi. Invece, nella meccanica classica e nell'elettromagnetismo le proprietà di un punto materiale o di un campo sono descritte da numeri reali o funzioni descritte su insiemi a due o tre dimensioni. Tali entità hanno un diretto significato spaziale e quindi sembra esservi una minore necessità di fornirne un'interpretazione.
Inoltre, il processo di misura svolge un ruolo apparentemente essenziale nella teoria, correlando i suoi elementi astratti, come la funzione d'onda, a valori definibili operativamente, come probabilità. La misura interagisce, in modalità particolari, con lo stato del sistema, come verificato nell'esperimento delle due fenditure.
Il formalismo matematico usato per descrivere l'evoluzione temporale di un sistema non relativistico offre due tipi di trasformazioni:
1. trasformazioni reversibili descritte da operatori unitari sullo spazio degli stati. Queste trasformazioni sono determinate dalle soluzioni dell'equazione di Schrödinger;
2. trasformazioni non reversibili e impredicibili descritte da operatori matematici più complessi (operazioni quantistiche). Esempi di tali trasformazioni sono quelle subite da un sistema in seguito ad una misura.

Una versione ridotta del problema dell'interpretazione della meccanica quantistica consiste nel fornire una sorta di quadro plausibile, solamente per il secondo tipo di trasformazione. Questo problema può essere affrontato mediante riduzioni puramente matematiche, ad esempio nell'interpretazione dei molti mondi e da quella delle storie quantistiche consistenti.
In aggiunta alla componente impredicibile ed irreversibile introdotta dai processi di misurazione, vi sono altri elementi della fisica quantistica che la distinguono nettamente dalla fisica classica e non possono essere rappresentati dai modelli di quest'ultima. Uno di questi è il fenomeno di entanglement quantistico, come evidenziato dal paradosso di Einstein-Podolsky-Rosen.
Un altro ostacolo all'interpretazione diretta è il principio di complementarità che appare violare i principi di base della logica proposizionale. La complementarità stabilisce che non vi è alcuna descrizione logica (secondo la logica proposizionale classica) che può essere usata per illustrare simultaneamente tutte le proprietà di un sistema quantistico S. Questo concetto viene espresso anche affermando che vi sono insiemi complementari A e B di proposizioni che possono descrivere S, ma non contemporaneamente. Esempi di elementi di A e B possono essere proposizioni che coinvolgono rispettivamente una descrizione ondulatoria di S e una descrizione corpuscolare di S. Quest'ultima asserzione è parte dell'originaria formulazione della meccanica quantistica di Niels Bohr, che è spesso fatta coincidere con il principio di complementarità stesso.
In genere, non si attribuisce al principio di complementarità il significato del fallimento della logica classica, anche se Hilary Putnam ha assunto questa posizione nel suo articolo Is logic empirical? (dall'inglese: La logica è empirica?). Piuttosto, la complementarità indica che la composizione delle proprietà fisiche di S (come posizione e momento entrambi definiti in un certo intervallo) non obbedisce alle regole della logica, usando i connettivi proposizionali. Oggi è noto (Omnès, 1999) che l'origine della complementarità sta nella non commutatività degli operatori che descrivono le osservabili in meccanica quantistica.

### Stato problematico delle interpretazioni
Per ciascuno dei quadri interpretativi, il preciso stato ontologico rimane materia di argomento filosofico.
In altre parole, se si interpreta una struttura formale X della meccanica quantistica mediante i significati di una struttura Y (tramite equivalenza matematica delle due), qual è lo stato di Y? In sostanza è una riproposizione dell'antico concetto di salvare i fenomeni.
Alcuni fisici, ad esempio Asher Peres e Chris Fuchs sostengono che un'interpretazione non è nulla di più di un'equivalenza tra insiemi di regole per operare sui dati sperimentali. Ciò suggerirebbe che l'intera opera di interpretazione non sia necessaria.

### Proprietà delle interpretazioni
Un'interpretazione può essere classificata sulla base di determinate proprietà che essa possiede o meno, tra cui:
- Realismo;
- Completezza;
- Località;
- Determinismo.

Per illustrare queste proprietà, è necessario essere più espliciti riguardo al tipo di quadro che un'interpretazione fornisce. A questo fine, si tratterà un'interpretazione come una corrispondenza tra gli elementi di un formalismo matematico M e gli elementi di una struttura interpretativa I, dove:
- Il formalismo matematico consiste nella struttura dei vettori ket nello spazio di Hilbert, operatori autoaggiunti agenti su di essi, dipendenza temporale dei vettori ket e operazioni di misura. In questo contesto, un'operazione di misura può essere trattata come una trasformazione che porta un vettore ket all'interno una distribuzione di probabilità sui vettori ket. La formalizzazione di questo concetto è definita operazione quantistica.
- La struttura interpretativa include stati, transizioni di stato, operazioni di misura e eventuali informazioni riguardo all'estensione spaziale di tali elementi. Un'operazione di misura si riferisce ad un'operazione che restituisce un valore e che può causare una possibile variazione di stato. Le informazioni spaziali, ad esempio, potrebbero essere considerate come stati rappresentati da funzioni sullo spazio di configurazione. Le transizioni possono essere non deterministiche o probabilistiche o potrebbero esservi infiniti stati. Ad ogni modo, l'assunzione critica di un'interpretazione consiste nel trattare gli elementi di I come fisicamente reali.

In questo senso, un'interpretazione può essere considerata una semantica per il formalismo matematico. In particolare, la mera visione strumentalista della meccanica quantistica descritta precedentemente non è un'interpretazione, dal momento che non fa affermazioni sulla realtà fisica.
Spesso, si riconduce l'origine dell'uso corrente in fisica di completezza e realismo all'articolo che introdusse il paradosso Einstein-Podolsky-Rosen. In tale articolo, gli autori proposero i concetti elemento fisico di realtà e completezza di una teoria fisica. Nonostante non avessero definito l'elemento fisico di realtà, fornirono una caratterizzazione sufficiente di esso, cioè una quantità il cui valore può essere predetto con certezza prima di misurarlo o modificarlo in alcun modo. Einstein, Podolsky e Rosen definiscono una teoria fisica completa come una teoria in cui ogni elemento fisico di realtà è tenuto in considerazione da essa. Nella visione semantica dell'interpretazione, un'interpretazione di una teoria è completa se ogni elemento della struttura interpretativa è giustificato dal formalismo matematico. Il realismo è una proprietà di ciascuno degli elementi del formalismo matematico: ogni elemento è reale se corrisponde ad un'altra entità nella struttura interpretativa. Per esempio, in alcune interpretazioni della meccanica quantistica (come la interpretazione a molti mondi) il vettore ket associato allo stato del sistema corrisponde ad un elemento della realtà fisica, mentre in altre no.
Il determinismo è una proprietà che caratterizza le transizioni di stato in funzione del tempo, cioè quando lo stato ad un determinato istante futuro è espresso da funzione dello stato attuale. Può non essere chiaro se una particolare struttura interpretativa sia o meno deterministica, poiché non vi è una scelta univoca del parametro temporale. Inoltre, una data teoria può avere contemporaneamente interpretazioni deterministiche e non.
Il realismo locale consiste in due proprietà:
- Il valore ottenuto da una misura corrisponde ad un valore di una funzione sullo spazio degli stati, ovvero questo valore è un elemento fisico di realtà.
- Gli effetti della misura hanno una velocità di propagazione che non supera una costante universale (come ad esempio la velocità della luce). Perché ciò abbia senso, le operazioni di misura, nella struttura interpretativa, devono essere spazialmente localizzate.

La precisa formulazione del realismo locale nei termini di una teoria locale a variabili nascoste è stata proposta da John Bell. Il teorema di Bell e la sua verifica sperimentale restringe i generi di proprietà che una teoria quantistica può avere. Per esempio implica che la meccanica quantistica non possa soddisfare il realismo locale.

## Interpretazioni principali

### Interpretazione statistica
L'interpretazione statistica può essere definita minimalista, ovvero fa uso del minimo numero di elementi da associare al formalismo matematico. In sostanza è un'estensione dell'interpretazione della funzione d'onda di Max Born e afferma che essa non si applica a un sistema individuale, ad esempio una singola particella, ma è un valore matematico astratto, di natura statistica, applicabile a un insieme di sistemi o particelle. Probabilmente il più importante sostenitore di questa interpretazione fu Albert Einstein:
(Albert Einstein da P. A. Schilpp. Albert Einstein: Philosopher-Scientist. New York, Harper & Row.)
Il più importante sostenitore attuale dell'interpretazione statistica è Leslie E. Ballentine, professore della Simon Fraser University e autore del libro di testo universitario Quantum Mechanics, a Modern Development.

### Interpretazione di Copenaghen
L'interpretazione di Copenaghen, espressione introdotta nel 1955 da Werner Karl Heisenberg, è la prima in ordine di tempo e più diffusa interpretazione della meccanica quantistica. Riguarda la teoria della misurazione quantistica, il principio di complementarità e la dualità onda-corpuscolo e si ispira ai lavori svolti nella capitale danese principalmente da Niels Bohr e da Werner Karl Heisenberg attorno al 1927. Essi estesero l'interpretazione probabilistica della funzione d'onda proposta da Max Born, considerando prive di significato domande sui valori delle grandezze di un sistema fisico prima che esso venga misurato, in quanto il processo di misura estrae casualmente uno tra i valori permessi dalla funzione d'onda che descrive lo stato quantico del sistema. Tale interpretazione ha ricevuto una formulazione meglio definita a partire dagli anni '50 del Novecento, soprattutto grazie a Wolfgang Pauli.

### Decoerenza quantistica
La decoerenza quantistica afferma che quando un sistema interagisce con l'ambiente o qualsiasi altro sistema complesso esterno in un modo termodinamicamente irreversibile i differenti elementi nella funzione d'onda del sistema e dell'ambiente perdono la loro coerenza e non possono più interferire tra loro. La decoerenza non spiega il collasso della funzione d'onda, ma ne rappresenterebbe l'origine. La natura quantistica del sistema sarebbe semplicemente "dispersa" nell'ambiente in modo che continui a esistere una totale sovrapposizione degli elementi della funzione d'onda, ma rimanga al di là di ciò che è misurabile.
La decoerenza quantistica non è un'interpretazione autonoma, ma piuttosto integra le due precedenti, di Copenhagen e a molti mondi, ed è supportata da un preciso formalismo matematico, sviluppato principalmente da H. Dieter Zeh e Wojciech H. Zurek. Vi sono inoltre dettagliate verifiche sperimentali di molti fenomeni di decoerenza (ad esempio "gattini di Schrödinger") che hanno fruttato a Serge Haroche e David Wineland la condivisione del premio Nobel per la Fisica nel 2012. 

### Teoria dell'onda pilota
È stata formulata da Louis de Broglie nel 1927. Si caratterizza per la proposta che vi sia un'onda fisica (detta onda di materia o onda pilota) che evolve in base all'equazione di Schrödinger e determina la traiettoria della particella.
De Broglie risolve in questo modo il problema del dualismo onda-particella: la particella e l'onda pilota sono, per de Broglie, entrambe entità fisiche reali e tra loro distinte, benché correlate.

### Interpretazione di Bohm
È stata formulata da David Bohm nel 1952, a partire da una proposta di Louis de Broglie (Teoria dell'onda pilota) del 1927. Si tratta di un'interpretazione deterministica della meccanica quantistica, che ricorre alle variabili nascoste.
L'interpretazione di Bohm prevede che a ogni particella sia associata un'onda fisica (detta onda pilota), che evolve in base all'equazione di Schrödinger. La traiettoria della particella è invece determinata dal potenziale quantico Q. 
Diversamente dall'interpretazione di Copenaghen, la funzione d'onda non collassa, né si può parlare di dualismo onda-particella: la particella e l'onda pilota sono entità entrambe reali e distinte, benché correlate. Secondo questa interpretazione nell'esperimento della doppia fenditura l'elettrone attraversa una sola delle due fenditure, mentre l'onda le attraversa entrambe.

### Teorie a variabili nascoste
Una teoria a variabili nascoste è un modello fisico deterministico che cerca di eliminare la natura intrinsecamente probabilistica della meccanica quantistica ritenuta, per questa sua caratteristica, una teoria incompleta. Il completamento viene realizzato mediante l'aggiunta di variabili non accessibili sperimentalmente (nascoste). Le teorie a variabili nascoste locali risultano incompatibili con i risultati di numerosi esperimenti sulle disuguaglianze di Bell. Risultano quindi accettabili solo teorie a variabili nascoste non-locali, come la interpretazione di Bohm. Di conseguenza, anche nell'ipotesi di variabili nascoste, la meccanica quantistica conserverebbe il proprio carattere non-locale. L'origine della non-località quantistica risiede nel fatto che la funzione d'onda Ψ non è definita nello spazio euclideo a tre dimensioni, ma nello spazio delle configurazioni, uno spazio astratto a {\displaystyle 3N} dimensioni, che contiene le coordinate di tutte le {\displaystyle N} particelle del sistema. La funzione d'onda Ψ è quindi strutturalmente non-locale.

### Teoria oggettiva del collasso
Le teorie oggettive del collasso differiscono dall'interpretazione di Copenaghen nel considerare sia la funzione d'onda sia il processo del collasso come ontologicamente oggettivi. Nelle teorie oggettive, il collasso avviene casualmente (localizzazione spontanea) o quando vengono raggiunte alcune soglie fisiche, mentre gli osservatori non hanno un ruolo particolare. Sono quindi teorie realiste, non deterministiche e prive di variabili nascoste. Il procedimento del collasso non è normalmente specificato dalla meccanica quantistica, che necessiterebbe di essere estesa se questo approccio fosse corretto; l'entità oggettiva del collasso è quindi più una teoria che un'interpretazione.
Tra gli esempi di queste teorie vi sono la teoria Ghirardi-Rimini-Weber e l'interpretazione di Penrose.

### Interpretazione a molti mondi

Secondo l'interpretazione a molti mondi, ogni evento è un punto di diramazione; si vive in diversi rami dell'universo che sono ugualmente reali ma che non possono interagire tra loro.

L'interpretazione a molti mondi è un'interpretazione della meccanica quantistica che rifiuta l'irreversibile e non deterministico collasso della funzione d'onda associato all'operazione di misura nell'interpretazione di Copenaghen, in favore di una descrizione in termini di entanglement quantistico e di un'evoluzione reversibile degli stati. I fenomeni associati alla misura sono descritti dalla decoerenza quantistica che avviene quando gli stati interagiscono con l'ambiente. Ne consegue che le linee di universo degli oggetti macroscopici si separano ripetutamente in storie mutuamente non osservabili, ovvero universi distinti all'interno di un multiverso.

### Interpretazione strumentalista
Ogni teoria scientifica moderna richiede almeno una descrizione strumentalista che ne correli il formalismo matematico alla pratica sperimentale e alle predizioni. Nel caso della meccanica quantistica, la descrizione strumentalista più comune è un'asserzione di regolarità statistica tra i processi di preparazione dello stato e i processi di misura. In sostanza, se una misura di una quantità rappresentata da un numero reale è eseguita più volte, ogni volta partendo dallo stesso stato iniziale, il risultato è una distribuzione di probabilità sui numeri reali; inoltre, la meccanica quantistica fornisce uno strumento computazionale per determinare le proprietà statistiche di questa distribuzione, ad esempio il suo valore atteso.
I calcoli che descrivono le misure eseguite su un sistema S postulano uno spazio di Hilbert H sui numeri complessi. Quando il sistema S è preparato in uno stato puro, è associato ad un vettore in H. Le quantità misurabili sono associate con operatori autoaggiunti (hermitiani) agenti su H: queste ultime si definiscono osservabili. Misure ripetute di un'osservabile A per S preparato ad uno stato ψ forniscono una distribuzione di valori. Il valore atteso della distribuzione è descritto dall'espressione:
{\displaystyle \langle \psi \vert A\vert \psi \rangle .}
Questa struttura matematica fornisce un metodo semplice e diretto per computare una proprietà statistica del risultato di un esperimento, dal momento che è definita come l'associazione dello stato iniziale ad un vettore nello spazio di Hilbert e della quantità misurata ad un'osservabile (ovvero uno specifico operatore hermitiano).
Esempio di tale computazione: la probabilità di trovare il sistema in un dato stato {\displaystyle \vert \phi \rangle } è data dalla computazione del valore medio di un operatore di proiezione:
{\displaystyle \Pi =\vert \phi \rangle \langle \phi \vert }
La probabilità è quindi il valore reale non negativo dato da
{\displaystyle P=\langle \psi \vert \Pi \vert \psi \rangle =\vert \langle \psi \vert \phi \rangle \vert ^{2}.}
La mera descrizione strumentalista è talvolta definita, impropriamente, come un'interpretazione. Quest'accezione è però abbastanza fuorviante dal momento che lo strumentalismo evita esplicitamente ogni scopo interpretativo, ovvero non tenta di rispondere alla domanda su quale sia il significato della meccanica quantistica.

### Interpretazione transazionale
L'interpretazione transazionale della meccanica quantistica (abbreviata TIQM dalla definizione inglese transactional interpretation of quantum mechanics) è stata formulata da John Cramer è un'interpretazione piuttosto originale della meccanica quantistica che descrive le interazioni quantistiche in termini di onde stazionarie prodotte da onde ritardate e anticipate. L'autore sostiene che essa eviti i problemi filosofici e riguardo al ruolo dell'osservatore posti dall'interpretazione di Copenaghen, oltre a risolvere vari paradossi quantistici.

### Interpretazioni modali
L'originaria interpretazione modale della meccanica quantistica fu ideata nel 1972 da van Fraassen nella pubblicazione A formal approach to the philosophy of science (dall'inglese, Un approccio formale alla filosofia della scienza). Ad ogni modo questa definizione è oggi usata per descrivere un ampio insieme di modelli nati da questo approccio. La Stanford Encyclopedia of Philosophy (Enciclopedia di filosofia della Stanford) ne descrive alcune versioni tra cui una variante dell'interpretazione di Copenaghen, le interpretazioni Kochen-Dieks-Healey e altre evoluzioni.

### Storie consistenti
L'interpretazione delle storie quantistiche consistenti generalizza la convenzionale interpretazione di Copenaghen e tenta di fornire un'interpretazione naturale della cosmologia quantistica. La teoria è basata su un criterio di consistenza che permette quindi di descrivere un sistema in modo che le probabilità di ciascuna storia obbediscano al terzo assioma (di additività) del calcolo delle probabilità.
Secondo questa interpretazione, una delle più condivise tra i fisici odierni, lo scopo di una teoria in meccanica quantistica è il predire le probabilità relative alle diverse storie.

### Meccanica quantistica relazionale
L'idea alla base della meccanica quantistica relazionale, seguendo la linea tracciata dalla relatività ristretta, è che differenti osservatori potrebbero dare differenti descrizioni della stessa serie di eventi: ad esempio, ad un osservatore in un dato punto nel tempo, un sistema può apparire in un singolo autostato, la cui funzione d'onda è collassata, mentre per un altro osservatore, allo stesso tempo, il sistema potrebbe trovarsi in una sovrapposizione di due o più stati. Di conseguenza, se la meccanica quantistica deve essere una teoria completa, l'interpretazione relazionale sostiene che il concetto di stato non sia dato dal sistema osservato in sé, ma dalla relazione tra il sistema e il suo osservatore (o i suoi osservatori).
Il vettore di stato della meccanica quantistica convenzionale diventa quindi una descrizione della correlazione di alcuni gradi di libertà nell'osservatore rispetto al sistema osservato. Ad ogni modo, questa interpretazione sostiene che ciò vada applicato a tutti gli oggetti fisici, che siano o meno coscienti o macroscopici. Ogni evento di misura è definito semplicemente come una normale interazione fisica, ovvero l'instaurazione del tipo di relazione descritto prima. Il significato fisico della teoria non riguarda quindi gli oggetti in sé, ma le relazioni tra di essi.

### Misure incomplete
La teoria delle misure incomplete (abbreviata TIM, dalla notazione inglese theory of incomplete measurements) ricava i principali postulati della meccanica quantistica da proprietà dei processi fisici che siano misurazioni accettabili.
In questa interpretazione:
- È presente il collasso della funzione d'onda poiché si richiede alle misure di fornire risultati consistenti e ripetibili.
- Le funzioni d'onda hanno valore complesso poiché rappresentano un campo di probabilità di tipo trovato/non trovato.
- Le equazioni degli autovalori sono associate a valori simbolici delle misure, che spesso si definiscono nei numeri reali.

La teoria delle misure incomplete è più che una semplice interpretazione della meccanica quantistica, dal momento che in tale teoria sia la relatività generale sia i postulati della meccanica quantistica sono considerati come approssimazioni.

### Logica quantistica
La logica quantistica può essere considerata come un tipo di logica proposizionale utilizzabile per la comprensione delle anomalie emergenti dalle misure in meccanica quantistica, in particolare quelle riguardanti la strutturazione delle operazioni di misura di variabili complementari. Quest'area di ricerca e il suo nome nacquero nell'articolo del 1936 di Birkhoff e von Neumann, che tentarono di riconciliare alcune delle apparenti discrepanze tra la logica booleana classica e misure ed osservazioni in meccanica quantistica.

### Interpretazione a molte menti
L'interpretazione a molte menti della meccanica quantistica estende l'interpretazione a molti mondi, proponendo che la distinzione tra i mondi debba essere compiuta al livello della mente di un osservatore individuale.

### Coscienza causa del collasso
La teoria speculativa secondo la quale la coscienza sarebbe all'origine del collasso della funzione d'onda è un tentativo di risolvere il paradosso dell'amico di Wigner semplicemente affermando che il collasso è causato dal primo osservatore cosciente del fenomeno. Questa idea è stata sviluppata nel 1932 da John von Neumann nel suo trattato The Mathematical Foundations of Quantum Mechanics. Altri fisici hanno elaborato le loro variazioni dell'interpretazione di von Neumann, tra cui:
- Henry P. Stapp (Mindful Universe: Quantum Mechanics and the Participating Observer)
- Bruce Rosenblum and Fred Kuttner (Quantum Enigma: Physics Encounters Consciousness)
- Sébastien Fauvel (Quantum Ethics: A Spinozist Interpretation of Quantum Field Theory)[13]

I fautori di questa teoria sostengono che essa non sia semplicemente un nuovo dualismo, come era stata da taluni definita. In una derivata di questa interpretazione, ad esempio, la coscienza e gli oggetti sono in entanglement e non possono essere considerati distinti. Il problema è che la coscienza non ha una definizione operativa dunque la teoria è essenzialmente metafisica. La teoria può essere considerata come un'appendice speculativa alla maggior parte delle interpretazioni. Molti fisici la considerano non-scientifica, affermando che non sarebbe verificabile e che introdurrebbe nella fisica elementi non necessari: ciononostante, i fautori della teoria replicano che la questione se la coscienza sia necessaria rimane aperta ed esperimenti quali l'esperimento di cancellazione quantistica e le misurazioni quantomeccaniche prive di interazione lasciano una porta aperta alla possibilità che la tesi possa essere corretta.

### Interpretazione alla Berkeley
Berkeley aveva sostenuto secoli prima che la causa di tutte le nostre percezioni non fosse una realtà materiale esterna, ma una volontà o spirito, che egli identificava con il Dio cristiano; come il sogno è generato dalla nostra mente, l'universo è una sorta di sogno collettivo suscitato da Dio nelle nostre anime. Nell'interpretazione alla Berkeley la realtà fisica non è considerata come qualcosa di esistente oggettivamente in sé e per sé, ma solo come una teoria matematica esistente come concetto nella mente di Dio e proiettata da Dio nelle nostre menti attraverso le immagini sensoriali che percepiamo; dunque tanto la funzione d'onda quanto il suo collasso, sono reali solo in quanto rappresentano le modalità con cui Dio concepisce l'universo e suscita in noi le nostre impressioni sensoriali. L'interpretazione potrebbe essere corretta e a suggerire ciò, sarebbero i già sopracitati esperimenti di cancellazione e di misurazioni quantomeccaniche prive di interazione,  oltre che dalla più recente realizzazione sperimentale del famoso paradosso dell'amico di Wigner, in quanto, per sfuggire all'ipotesi solipsista, sarebbe necessaria l'esistenza di una divinità. Ciononostante, determinate tesi rimangono per ora puramente ipotetiche e saranno necessarie ulteriori sperimentazioni.

## Confronto tra interpretazioni
Le interpretazioni più comuni sono riassunte in questa tabella, si noti che i significati precisi di alcuni elementi di classificazione sono comunque oggetto di controversia.
Non vi sono prove sperimentali che privilegino l'una o l'altra interpretazione, dal momento che sono principalmente interpretazioni e non teorie. Ad ogni modo, vi è un'attiva ricerca per individuare elementi sperimentali che possano verificare le differenze tra le interpretazioni.
| Interpretazione                                                                  | Deterministica | Forma d'onda reale | Storia singola | Variabili nascoste | Collasso | Ruolo dell'osservatore |
| -------------------------------------------------------------------------------- | -------------- | ------------------ | -------------- | ------------------ | -------- | ---------------------- |
| Interpretazione di Copenaghen (Forma d'onda non reale)                           | No             | No                 | Sì             | No                 | NA       | NA                     |
| Interpretazione statistica (Forma d'onda non reale)                              | No             | No                 | Sì             | Agnostica          | No       | Nessuno                |
| Interpretazione di Copenaghen (Forma d'onda reale) Teoria oggettiva del collasso | No             | Sì                 | Sì             | No                 | Sì       | Nessuno                |
| Storie consistenti (Approccio decoerente)                                        | Agnostica1     | Agnostica1         | No             | No                 | No       | Interpretazionale2     |
| Logica quantistica                                                               | Agnostica      | Agnostica          | Sì3            | No                 | No       | Interpretazionale2     |
| Molti mondi (Approccio decoerente)                                               | Sì             | Sì                 | No             | No                 | No       | Nessuno                |
| Interpretazione a molte menti                                                    | Sì             | Sì                 | No             | No                 | No       | Interpretazionale4     |
| Interpretazione di de Broglie-Bohm (Approccio onda-pilota)                       | Sì             | Sì5                | Sì6            | Sì                 | No       | Nessuno                |
| Interpretazione transazionale                                                    | No             | Sì                 | Sì             | No                 | Sì7      | Nessuno                |
| Interpretazione stocastica                                                       | No             | No                 | Si             | Si                 | No       | Nessuno                |
| Meccanica quantistica relazionale                                                | No             | Sì                 | Agnostica8     | No                 | Sì9      | Nessuno                |
| Misure incomplete                                                                | No             | No10               | Sì             | No                 | Sì10     | Interpretazionale2     |

1Se la funzione d'onda è reale, è analoga all'interpretazione a molti mondi. Se la funzione non è propriamente reale ma più che semplice informazione, è chiamata da Zurek interpretazione esistenziale.

2La meccanica quantistica è considerata come un modo per predire le osservazioni, o una teoria delle misure.

3La logica quantistica ha applicazione più limitata delle storie consistenti.

4Gli osservatori separano la funzione d'onda universale in insiemi ortogonali di esperienze.

5Sia le particelle che le funzioni d'onda pilota sono reali.

6Singole storie delle particelle, ma storie multiple delle onde.

7Il collasso del vettore di stato nell'interpretazione transazionale è interpretato come il completamento della transazione tra emittente e assorbente.

8Il confronto delle storie tra i sistemi non ha un significato ben definito in quest'interpretazione.

9Ogni interazione fisica è considerata come un evento di collasso relativo ai sistemi coinvolti, non solo a osservatori macroscopici o coscienti.

10La natura e il collasso della funzione d'onda sono derivati, non assiomatici.

Ogni interpretazione ha più varianti e, ad esempio, è difficile avere una precisa definizione dell'interpretazione di Copenaghen. Nella tabella, ne sono mostrate due varianti: una che tratta la forma d'onda come uno strumento per calcolare le probabilità, l'altro la tratta come un elemento fisico di realtà.

## Curiosità
In un sondaggio condotto nel luglio del 1999 durante un congresso sulla fisica quantistica tenuto all’università di Cambridge è stato chiesto agli scienziati riuniti in quale interpretazione si riconoscevano. Su novanta fisici, solo quattro indicarono l’interpretazione di Copenaghen, trenta per l’interpretazione moderna a molti mondi di Everett, mentre la maggioranza (cinquanta scienziati) risposero “nessuna delle risposte elencate o indeciso”.

### Trattati
- (EN)  Rudolf Carnap. The interpretation of physics, in Foundations of Logic and Mathematics, International Encyclopedia of Unified Science. Chicago, University of Chicago Press, 1939.
- (EN)  H. Reichenbach. Philosophic Foundations of Quantum Mechanics. Berkeley, University of California Press, 1944.
- (EN)  Karl Popper. Conjectures and Refutations. Routledge and Kegan Paul, 1963. (Il capitolo Three views Concerning Human Knowledge, tratta l'interpretazione strumentalista nelle scienze fisiche.)
- (EN)  M. Jammer. The Conceptual Development of Quantum Mechanics. New York, McGraw-Hill, 1966.
- (EN)  B. van Fraassen. A formal approach to the philosophy of science, in R. Colodny. Paradigms and Paradoxes: The Philosophical Challenge of the Quantum Domain. Pittsburgh, University of Pittsburgh Press, 1972. pp. 303–366.
- (EN)  M. Jammer. The Philosophy of Quantum Mechanics. New York, Wiley, 1974.
- (EN)  John A. Wheeler e Wojciech Hubert Zurek. Quantum Theory and Measurement. Princeton, Princeton University Press, 1983. ISBN 0-691-08316-9.
- (EN)  N. Herbert. Quantum Reality: Beyond the New Physics. New York, Doubleday, 1985. ISBN 0-385-23569-0
- (EN)  D. Deutsch. The Fabric of Reality. Allen Lane, 1997.
- (EN)  M. Dickson e R. Clifton. Lorentz-invariance in modal interpretations, in D. Dieks e P. Vermaas. The Modal Interpretation of Quantum Mechanics. 9-48. Dordrecht, Kluwer Academic Publishers, 1998.
- (EN)  R. Omnès. Understanding Quantum Mechanics. Princeton, 1999.
- (EN)  W. M. de Muynck. Foundations of quantum mechanics, an empiricist approach. Dordrecht, Kluwer Academic Publishers, 2002. ISBN 1-4020-0932-1

### Pubblicazioni
- (EN)  A. Einstein, B. Podolsky e N. Rosen. Can quantum-mechanical description of physical reality be considered complete?, Physical Review, 1935, 47, 777.
- (EN)  M. Dickson. Wavefunction tails in the modal interpretation, Proceedings of PSA, 1994. 1994 Vol. 1, pp. 366–376. D. Hull, M. Forbes, e R. Burian. East Lansing, Michigan: Philosophy of Science Association.
- (EN)  Zvi Schreiber. The Nine Lives of Schroedinger's Cat. Master of Science degree dissertation. arXiv:quant-ph/9501014v5 - Tesi di master universitario sulle interpretazioni della MQ.
- (EN)  C. Rovelli. Relational Quantum Mechanics. International Journal of Theoretical Physics. 35 (1996) 1637. arXiv:quant-ph/9609002
- (EN)  J. Bub e R. Clifton. A uniqueness theorem for interpretations of quantum mechanics, Studies in History and Philosophy of Modern Physics. 1996, 27B, 181-219
- (EN)  C. Fuchs e A. Peres. Quantum theory needs no interpretation, Physics Today, marzo 2000.
- (EN)  R. Jackiw e D. Kleppner. One Hundred Years of Quantum Physics, Science, 289, 5481, 893, August 2000.
- (EN)  M. Tegmark e J. A. Wheeler. 100 Years of Quantum Mysteries, Scientific American, 2001, 284, 68.
- (EN)  Christopher Fuchs. Quantum Mechanics as Quantum Information (and only a little more). 2002. arXiv:quant-ph/0205039.